# メリュジーヌ

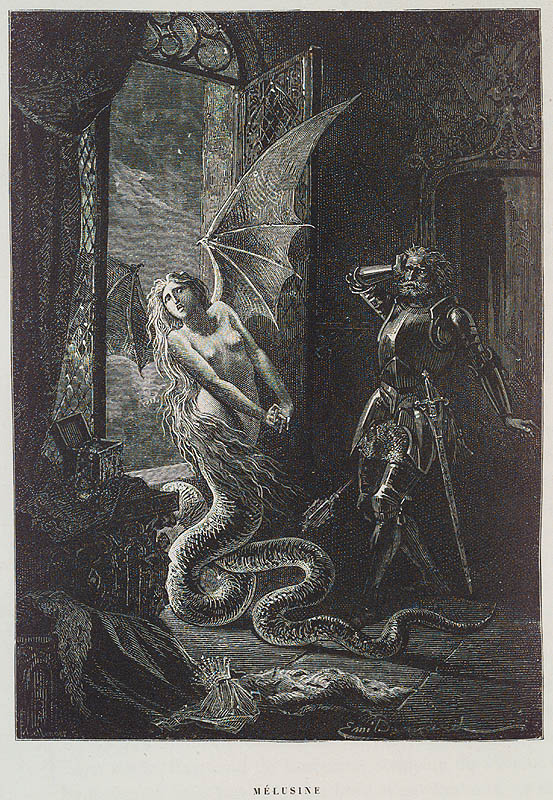
竜の翼を備えた姿で描かれたメリュジーヌ。

メリュジーヌ（別名：メリュジーナ、仏: Melusine）は、フランスの伝承に登場する水の精霊で、一種の異類婚姻譚の主人公。上半身は中世の衣装をまとった美女の姿だが、下半身は蛇の姿で、背中にはドラゴンの翼が付いている事から竜の妖精でもあるとも言われている。マーメイドの伝承とも結び付けられて考えられることもある。

## 伝説の概要

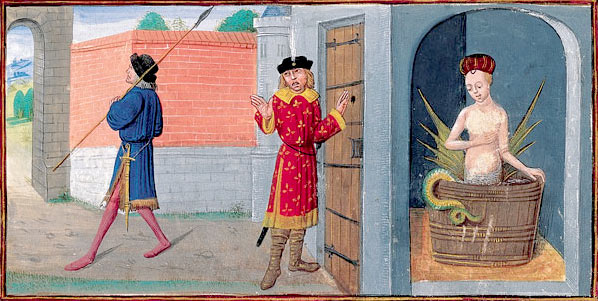
クードレットによる『メリュジーヌ物語』で描かれた、入浴中のメリュジーヌと覗き見るレイモン（レモンダン）。

メリュジーヌの伝説は、フランスでは14世紀より前からメリサンドという名でも知られ、民話にも登場していた。その原型は、ずっと以前から知られているヴイーヴルやセイレーンといった怪物であろうとも考えられている。
1397年にフランスのジャン・ダラスが『メリュジーヌ物語』を散文で著し、その後クードレットという人物が1401年以降にパルトゥネの領主に命じられ『メリュジーヌ物語、あるいはリュジニャン一族の物語 (Le roman de Mélusine ou histoire de Lusignan )』を韻文で書き上げたことで広く知られるようになった。その物語とは次のようなものである。
メリュジーヌは、泉の妖精プレッシナとスコットランドのオルバニー（アールバニー）王エリナスの子である。母親の出産時に、禁忌とされていた妖精の出産を父親である領主が見てしまったために、メリュジーヌと2人の妹、メリオールとプラティナは妖精の国に戻されてしまった。成長したメリュジーヌと妹達は復讐心を募らせ、結託して父親をイングランドのノーサンブリアのある洞窟に幽閉した。ところが母親は夫を愛するがゆえに、メリュジーヌと妹達に、週に1日だけ腰から下が蛇の姿となるという呪いをかけた。さらに、もし変身した姿を誰かに見られた場合には、永久に下半身が蛇で翼を持った姿のままとなってしまう。従って、メリュジーヌが誰かと愛を育むには、その1日に彼女の姿を見ないという約束を果たせる者と出会わねばならなかった。
ポワトゥー伯のレイモン（またはフォレ伯の子レモンダン）は、おじを誤って殺したことから家族の元を離れていたが、ある日メリュジーヌと会って恋に落ち、メリュジーヌも「土曜日に自分の姿を決して見ないこと」という誓約を交わした上で結婚する。彼女は夫に富をもたらし、10人の子供を儲けた。また、彼女の助力もあってレイモン（レモンダン）はリュジニャン城を建て、町も築くことができた。ところが夫は悪意のこもった噂を耳にすると、つい誓約を破り、沐浴中のメリュジーヌの正体を見てしまった。部屋に1人閉じこもっていた彼女の姿は上半身こそ人間だったが、下半身は巨大な蛇（あるいは魚）になっていたのだった。
誓約を破られたため、メリュジーヌは竜の姿になって城を飛び出していった。しかしまだ小さい子供がいたことから、授乳のために一時城に戻ったほか、城の城主や子孫の誰かが亡くなる直前にも戻ったという。そのため、城主らの死が近づくと、城壁の上に幽霊のようにメリュジーヌが姿を現しては泣き悲しむ様子が見られたという。メリュジーヌの子供達の多くは化け物の性質を持っていたものの、問題なく生まれた2人の子供の血統からは、後のフランス君主が立ったという。リュジニャン城は後に取り壊され、現在は存在しない。
『ベリー公のいとも豪華なる時祷書』に描かれたメリュジーヌ
- 『ベリー公のいとも豪華なる時祷書』に描かれたリュジニャン城。右上に飛ぶ竜が、「リュジニャンの母（メール・リュジニャン）」とも呼ばれるメリュジーヌである[6][注釈 7]。
- リュジニャン城と竜（左の画像の一部を拡大）。

別の異本では、メリュジーヌはブルターニュ伯（あるいはポワトゥー伯）の下に美女の姿で現れて求婚し、妻となって後は彼を助けたが、「日曜日に必ず沐浴するので、決して覗かないこと」という誓約を夫に破られ、正体を明かされる。夫は、メリュジーヌが人間でないことを知ってからも妻とし続けたが、2人の間に生まれた気性の荒い異形の息子達が町で殺人を犯したと聞いて激昂し、息子達の性格上の欠陥の原因を彼女の正体のせいだとして、「化け物女」と罵倒したため、自尊心を傷つけられた彼女は正体を現し、教会の塔を打ち壊して川に飛び込んで行方をくらましたという。その後、彼女は水妖の一員となった。紋章などに用いられている尾が2つあるマーメイドは彼女の姿であるとされている。

## 息子たち
クードレットの記述による。

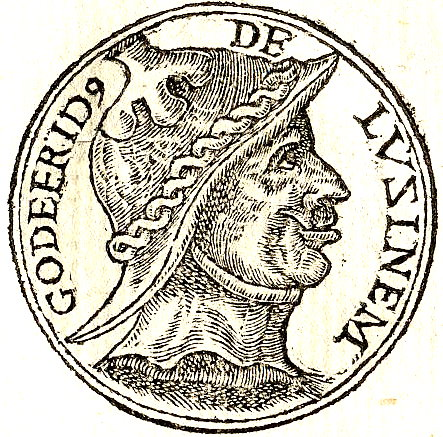
大牙のジョフロワ

- ユリアン（後にキプロスの王になったという）
- ウード（外見と顔が炎のように燃えて見える）
- ギイ（後にアルメニアの王になったという）
- アントワーヌ（片頬に獅子の足が生えている）
- ルノー（一つ目）
- ジョフロワ（大牙が一本あり）
- フロモン（鼻の上に毛で覆われたアザがある）
- オリブル（三つ目）

## 象徴
エリアーデによれば、メリュジーヌを構成する「女性」と「蛇」、そして伝承によっては加えられる「魚」といった要素は、いずれも豊穣のシンボルである。従って、メリュジーヌは豊穣、さらには再生を生み出す存在だと考えることができる。

## お菓子
ブルターニュ地域圏では近代まで、メリュジーヌが町を去ったとされる日に祭りが開かれ、屋台で人魚のような姿をした女性を木型で浮き彫りにした素朴な焼き菓子が売られていたという。
この素朴な焼き菓子の名も「メリュジーヌ」と言った。
現代では、祭りが廃れこの「メリュジーヌ」も僅かな木型だけを残して姿を消している。

## 音楽
フランスのシンガーソングライターであるノルウェン・ルロワのアルバム『Histoires Naturelles』には『メリュジーヌ - Mélusine』という歌がある。

## 現代のファンタジー作品において
中国のオープンワールドRPG『原神』では、フランスをモチーフとした地域に「メリュジーヌ」という種族のキャラクターが登場する。このメリュジーヌもエリナス(ゲーム内では竜)を起源とする女性だが、上半身も下半身も人間や蛇・魚とは異なる。